# Villarodin-Bourget
Villarodin-Bourget es una comuna francesa situada en el departamento de Saboya, de la región de Auvernia-Ródano-Alpes.

## Demografía
| 516 | 765 | 399 | 467 | 514 | 501 | 475 | 521 |
| Para los censos de 1962 a 1999 la población legal corresponde a la población sin duplicidades (Fuente: INSEE [Consultar]) |     |     |     |     |     |     |     |